# ولیکه پولیانه، شکوتسیان
ولیکه پولیانه، شکوتسیان (اسلوونیایی: Velike Poljane, Škocjan) یک زیستگاه انسانی در اسلوونی است که در Lower Carniola واقع شده‌است.

## خصوصیات
ولیکه پولیانه ۱٫۳۲ کیلومترمربع مساحت و ۷۹ نفر جمعیت دارد و ۲۲۸٫۹ متر بالاتر از سطح دریا واقع شده‌است.